# Team Barloworld/Saison 2008
Erfolge und Mannschaft des Team Barloworld in der Saison 2008.

## Erfolge

### Erfolge in der UCI Africa Tour
| Datum       | Rennen                                            | Fahrer                |
| ----------- | ------------------------------------------------- | --------------------- |
| 4. Februar  | Super Challenge Series 3                          | Robert Hunter         |
| 6. Februar  | Super Challenge Series 4                          | Robert Hunter         |
| 12. Februar | 2. Etappe Giro della Provincia di Reggio Calabria | Steve Cummings        |
| 4. März     | 1. Etappe Giro del Capo                           | Christian Pfannberger |
| 4.–8. März  | Gesamtwertung Giro del Capo                       | Christian Pfannberger |

### Erfolge in der UCI Europe Tour
| Datum        | Rennen                                        | Fahrer                |
| ------------ | --------------------------------------------- | --------------------- |
| 1. April     | 1. Etappe Drei Tage von De Panne              | Enrico Gasparotto     |
| 10. April    | GP Pino Cerami                                | Patrick Calcagni      |
| 11. Mai      | 2. Etappe Clásica Alcobendas                  | Baden Cooke           |
| 15. Juni     | 4. Etappe Grand Prix CTT Correios de Portugal | Robert Hunter         |
| 19. Juni     | 2. Etappe Ster Elektrotoer                    | Enrico Gasparotto     |
| 17.–21. Juni | Gesamtwertung Ster Elektrotoer                | Enrico Gasparotto     |
| 29. Juni     | Österreichische Meisterschaft – Straßenrennen | Christian Pfannberger |
| 2. August    | Gran Premio Nobili Rubinetterie               | Giampaolo Cheula      |
| 21. August   | Coppa Bernocchi                               | Steve Cummings        |
| 7. September | Giro della Romagna                            | Enrico Gasparotto     |

### Erfolge in der UCI Oceania Tour
| Datum       | Rennen                    | Fahrer      |
| ----------- | ------------------------- | ----------- |
| 15. Oktober | 3. Etappe Herald Sun Tour | Baden Cooke |
| 18. Oktober | 6. Etappe Herald Sun Tour | Daryl Impey |

## Mannschaft

### Zu- und Abgänge
| Zugänge               | Team 2007         | Abgänge                    | Team 2008    |
| --------------------- | ----------------- | -------------------------- | ------------ |
| Francesco Bellotti    | Crédit Agricole   | Alexander Jefimkin         | Quick Step   |
| Steve Cummings        | Discovery Channel | Kanstanzin Siuzou          | High Road    |
| Patrick Calcagni      | Liquigas          | Enrico Degano              | Miche        |
| Enrico Gasparotto     | Liquigas          | James Perry                | Team Neotel  |
| Carlo Scognamiglio    | Team Milram       | Ryan Cox                   | verstorben   |
| Baden Cooke           | Unibet.com        | Fabrizio Guidi             | Karriereende |
| Moisés Dueñas         | Agritubel         | Pedro Arreitunandia        | Karriereende |
| Christian Pfannberger | Elk Haus-Simplon  | Giosuè Bonomi              | Unbekannt    |
| Chris Froome          | Konica Minolta    | Moisés Dueñas (bis 16.07.) | Unbekannt    |
| Daryl Impey           | Neoprofi          |                            |              |
| Marco Corti           | Neoprofi          |                            |              |

### Kader
| Name                  | Geburtstag        |                        |
| John-Lee Augustyn     | 10. August 1986   | Südafrika              |
| Francesco Bellotti    | 6. August 1979    | Italien                |
| Diego Caccia          | 31. Juli 1981     | Italien                |
| Patrick Calcagni      | 5. Juli 1977      | Schweiz                |
| Félix Cárdenas        | 24. November 1972 | Kolumbien              |
| Giampaolo Cheula      | 23. Mai 1979      | Italien                |
| Baden Cooke           | 12. Oktober 1978  | Australien             |
| Marco Corti           | 15. Juni 1985     | Italien                |
| Steve Cummings        | 19. März 1981     | Vereinigtes Königreich |
| Chris Froome          | 20. Mai 1985      | Kenia                  |
| Enrico Gasparotto     | 22. März 1982     | Italien                |
| Robert Hunter         | 22. April 1977    | Südafrika              |
| Daryl Impey           | 6. Dezember 1984  | Südafrika              |
| Paolo Longo Borghini  | 10. Dezember 1980 | Italien                |
| Christian Pfannberger | 9. Dezember 1979  | Österreich             |
| Hugo Sabido           | 14. Dezember 1979 | Portugal               |
| Carlo Scognamiglio    | 31. Mai 1983      | Italien                |
| Mauricio Soler        | 14. Januar 1983   | Kolumbien              |
| Geraint Thomas        | 25. Mai 1986      | Vereinigtes Königreich |
| Stagiaires            | Stagiaires        | Nationalität           |
| Michele Gaia          | Michele Gaia      | Italien                |
| David Tanner          | David Tanner      | Australien             |